# Schweizer Cup (Unihockey)
Der Schweizer Cup ist ein Unihockeypokal für die Profi- und Amateurligen auf dem Grossfeld in der Schweiz.

## Geschichte
Der Schweizer Cup wurde bei den Herren 1985 eingeführt, bei den Damen ein Jahr später. Von 1988 bis 1990 fand in der Schweiz kein Pokalwettbewerb statt, unter anderem wegen Einführung der Grossfeld-Nationalliga 1989 sowie wegen der Integration der SLHV-Unihockeysektion in den SUHV 1990. Ab 1991 wurde der Schweizer Cup bei den Herren neu auf Grossfeld durchgeführt, während für die Kleinfeld-Amateurligen der Liga-Cup eingeführt wurde. Bei den Frauen erfolgte die Umstellung auf Grossfeld mit dem Pokalfinale 1997, wobei auf Einführung eines Kleinfeldpokals vorerst verzichtet wurde, erst seit 2008 wird der Liga-Cup auch für die Frauen durchgeführt. Seit 2000 finden jeweils die Finals alle in Bern statt, zuvor an wechselnden Veranstaltungsorten.

## Gewinner

### Herren
| Jahr          | Gewinner                         | Finalgegner                      | Ergebnis                         |
| ------------- | -------------------------------- | -------------------------------- | -------------------------------- |
| 1985          | UHC Kloten                       | UHC Urdorf                       | 5:2                              |
| 1986          | UHT Zäziwil                      | UHC Visper Lions                 | 6:5                              |
| 1987          | HC Rychenberg Winterthur         | UHT Zäziwil                      | 5:2                              |
| 1988 bis 1990 | keine Austragung                 | keine Austragung                 | keine Austragung                 |
| 1991          | HC Rychenberg Winterthur         | Torpedo Chur                     | 5:2                              |
| 1992          | HC Rychenberg Winterthur         | Rot-Weiss Chur                   | 4:3 n. P.                        |
| 1993          | Rot-Weiss Chur                   | UHC Giants Kloten                | 3:0                              |
| 1994          | Rot-Weiss Chur                   | UHC Giants Kloten                | 4:2                              |
| 1995          | Torpedo Chur                     | Torpedo Gauchern                 | 3:2                              |
| 1996          | HC Rychenberg Winterthur         | UHC Hornets Bülach               | 4:0                              |
| 1997          | Torpedo Chur                     | Torpedo Gauchern Röthenbach      | 7:0                              |
| 1998          | UHT Zäziwil                      | UHC Hornets Bülach               | 5:4                              |
| 1999          | Floorball Köniz                  | UHC Hornets Bülach               | 3:2                              |
| 2000          | Rot-Weiss Chur                   | SV Wiler-Ersigen                 | 4:2                              |
| 2001          | Kloten-Bülach Jets               | Rot-Weiss Chur                   | 5:4                              |
| 2002          | UHC Alligator Malans             | HC Rychenberg Winterthur         | 6:1                              |
| 2003          | Rot-Weiss Chur                   | Floorball Köniz                  | 6:5 n. V.                        |
| 2004          | Rot-Weiss Chur                   | SV Wiler-Ersigen                 | 7:3                              |
| 2005          | SV Wiler-Ersigen                 | UHC Alligator Malans             | 8:5                              |
| 2006          | UHC Alligator Malans             | HC Rychenberg Winterthur         | 4:3                              |
| 2007          | Unihockey Tigers                 | SV Wiler-Ersigen                 | 6:5                              |
| 2008          | Floorball Köniz                  | SV Wiler-Ersigen                 | 4:3                              |
| 2009          | Unihockey Tigers                 | SV Wiler-Ersigen                 | 4:3 n. V.                        |
| 2010          | Unihockey Tigers                 | UHC Waldkirch-St. Gallen         | 11:4                             |
| 2011          | Grasshopper Club Zürich          | SV Wiler-Ersigen                 | 6:3                              |
| 2012          | UHC Alligator Malans             | SV Wiler-Ersigen                 | 6:5                              |
| 2013          | SV Wiler-Ersigen                 | UHC Grünenmatt                   | 3:1                              |
| 2014          | UHC Alligator Malans             | Grasshopper Club Zürich          | 3:4                              |
| 2015          | Unihockey Tigers                 | UHC Alligator Malans             | 3:5                              |
| 2016          | Floorball Köniz                  | Grasshopper Club Zürich          | 7:3                              |
| 2017          | Grasshopper Club Zürich          | HC Rychenberg Winterthur         | 8:7                              |
| 2018          | SV Wiler-Ersigen                 | Grasshopper Club Zürich          | 11:6                             |
| 2019          | Unihockey Tigers                 | Grasshopper Club Zürich          | 9:8 n. P.                        |
| 2020          | Zug United                       | UHC Alligator Malans             | 6:5 n. V.                        |
| 2021          | kein Cup aufgrund Coronapandemie | kein Cup aufgrund Coronapandemie | kein Cup aufgrund Coronapandemie |
| 2022          | Grasshopper Club Zürich          | HC Rychenberg Winterthur         | 9:3                              |
| 2023          | Floorball Köniz                  | Grasshopper Club Zürich          | 7:4                              |
| 2024          | Zug United                       | HC Rychenberg Winterthur         | 9:5                              |
| 2025          | HC Rychenberg Winterthur         | Zug United                       | 7:2                              |

#### Cupsieger und Finalisten
| Rg. | Verein                                                       | Cupsiege | Finalteilnahmen |
| --- | ------------------------------------------------------------ | -------- | --------------- |
| 1   | Chur Unihockey (inkl. Rot-Weiss Chur, Torpedo Chur)          | 7        | 10              |
| 2   | Unihockey Tigers (inkl. Zäziwil, Torpedo Gauchern)           | 6        | 10              |
| 3   | HC Rychenberg Winterthur                                     | 5        | 10              |
| 4   | Grasshopper Club Zürich UHC Alligator Malans                 | 4        | 7               |
| 6   | Floorball Köniz                                              | 4        | 4               |
| 7   | SV Wiler-Ersigen                                             | 3        | 10              |
| 8   | Kloten-Bülach Jets (inkl. Hornets Bülach, UHC Giants Kloten) | 1        | 6               |
| 9   | Zug United                                                   | 2        | 3               |
| 10  | UHC Kloten                                                   | 1        | 1               |
| 11  | UHC Urdorf UHC Visper Lions UHC Waldkirch-St. Gallen         | 0        | 1               |

### Damen
| Jahr          | Gewinner                                | Finalgegner                           | Ergebnis                         |
| ------------- | --------------------------------------- | ------------------------------------- | -------------------------------- |
| 1986          | HC Rychenberg Winterthur                | UHC Kloten                            | 8:7                              |
| 1987          | UHC Kloten                              | UHC Muri-Gümligen                     | 7:3                              |
| 1988 bis 1990 | keine Austragung                        | keine Austragung                      | keine Austragung                 |
| 1991          | HC Rychenberg Winterthur                | UHC Kloten                            | 10:6                             |
| 1992          | UHC Dietlikon                           | UHC Grünenmatt                        | 5:4                              |
| 1993          | HC Rychenberg Winterthur                | BTV Chur                              | 11:8                             |
| 1994          | BTV Chur                                | HC Rychenberg Winterthur              | 7:5                              |
| 1995          | UHC Ipsach                              | UHC Crocodiles Küsnacht               | 5:4                              |
| 1996          | UHC Flamatt                             | UHC Einhorn-Hünenberg                 | 8:4                              |
| 1997          | BTV Chur                                | UHC Flamatt                           | 1:0                              |
| 1998          | HC Rychenberg Winterthur                | UHC Muri-Gümlingen                    | 7:1                              |
| 1999          | UHC Giants Kloten                       | Jona-Uznach Flames                    | 2:1                              |
| 2000          | HC Rychenberg Winterthur                | UHC Dietlikon                         | 4:3 n. V.                        |
| 2001          | Red Ants Rychenberg Winterthur (ex-HCR) | UHC Bern-Ost                          | 3:2 n. V.                        |
| 2002          | UHC Dietlikon                           | Kloten-Bülach Jets                    | 4:1                              |
| 2003          | UHC Zuger Highlands                     | Squirrels Ettingen-Laufen             | 10:0                             |
| 2004          | Red Ants Rychenberg Winterthur          | UHC Dietlikon                         | 4:3                              |
| 2005          | Red Ants Rychenberg Winterthur          | Wizards Burgdorf                      | 10:3                             |
| 2006          | UHC Dietlikon                           | Wizards Burgdorf                      | 7:3                              |
| 2007          | Zug United                              | UHC Dietlikon                         | 4:3                              |
| 2008          | UHC Dietlikon                           | Piranha Chur                          | 5:4 n. V.                        |
| 2009          | UHC Dietlikon                           | Bern Capitals                         | 9:0                              |
| 2010          | Red Ants Rychenberg Winterthur          | UHC Dietlikon                         | 5:4 n. V.                        |
| 2011          | Red Ants Rychenberg Winterthur          | UHC Zugerland                         | 13:1                             |
| 2012          | Red Ants Rychenberg Winterthur          | UHC Dietlikon                         | 4:3                              |
| 2013          | Piranha Chur                            | Red Ants Rychenberg Winterthur        | 6:2                              |
| 2014          | Zug United                              | Piranha Chur                          | 6:5                              |
| 2015          | UHC Dietlikon                           | Floorball Riders Dürnten-Bubikon-Rüti | 3:2                              |
| 2016          | UHC Dietlikon                           | Red Ants Rychenberg Winterthur        | 7:6 n. P.                        |
| 2017          | UHC Dietlikon                           | Piranha Chur                          | 5:0                              |
| 2018          | Piranha Chur                            | R.A. Rychenberg Winterthur            | 8:2                              |
| 2019          | UHC Kloten-Dietlikon Jets               | Piranha Chur                          | 4:2                              |
| 2020          | Piranha Chur                            | UHC Kloten-Dietlikon Jets             | 7:3                              |
| 2021          | kein Cup aufgrund Coronapandemie        | kein Cup aufgrund Coronapandemie      | kein Cup aufgrund Coronapandemie |
| 2022          | UHC Kloten-Dietlikon Jets               | Skorpion Emmental Zollbrück           | 4:3                              |
| 2023          | Zug United                              | Unihockey Berner Oberland             | 6:4                              |
| 2024          | UHC Kloten-Dietlikon Jets               | Skorpion Emmental Zollbrück           | 4:3 n. V.                        |
| 2025          | Piranha Chur                            | UHC Kloten-Dietlikon Jets             | 8:4                              |

#### Cupsieger und Finalisten
| Rg. | Verein | Cupsiege | Finalteilnahmen |
| --- | --- | -------- | --------------- |
| 1   | Red Ants Rychenberg Winterthur | 11       | 15              |
| 2   | UHC Kloten-Dietlikon Jets (inkl. UHC Dietlikon, ohne Kloten-Bülach Jets)                                                                        | 11       | 17              |
| 3   | Piranha Chur (inkl. BTV Chur) | 6        | 11              |
| 4   | UHC Kloten | 1        | 3               |
| 5   | UHC Flamatt Kloten-Bülach Jets (inkl. UHC Giants Kloten) UHC Zugerland (inkl. Zug United)                                                       | 1        | 2               |
| 8   | UHC Ipsach UHC Zuger Highlands | 1        | 1               |
| 10  | UHC Muri-Gümlingen Wizards Bern-Burgdorf Bern Capitals (inkl. UHC Bern Ost)                                                                     | 0        | 2               |
| 13  | UHC Grünenmatt UHC Crocodiles Küsnacht UHC Einhorn-Hünenberg Jona-Uznach Flames Squirrels Ettingen-Laufen Floorball Riders Dürnten-Bubikon-Rüti | 0        | 1               |